# Янніс Гунаріс
Янніс Гунаріс (грец. Γιάννης Γούναρης, нар. 6 липня 1952, Салоніки) — грецький футболіст, що грав на позиції правого захисника. По завершенні ігрової кар'єри — тренер.
Виступав, зокрема, за ПАОК та «Олімпіакос», з якими став дворазовим чемпіоном Греції та дворазовим володарем Кубка Греції, а також національну збірну Греції, у складі якої був учасником чемпіонату Європи 1980 року.

## Клубна кар'єра
У дорослому футболі дебютував 1970 року виступами за команду ПАОК, в якій провів дванадцять сезонів, взявши участь у 378 матчах чемпіонату. Він відразу закріпився в першій команді став ключовим гравцем, майже не пропускаючи матчі. Так за увесь час виступів за клуб він не зіграв лише у 26 із 402 ігор чемпіонату. Його партнерство з лівим крайнім захисником Костасом Йосіфідісом стало вагомим не лише для ПАОКу, а й для збірної Греції. Обидва захисники відіграли важливу роль у команді, яка виграла ПАОК у свій перший чемпіонат у сезоні 1975/76, крім того дует зіграв у семи фіналах кубка Греції, з 1970 по 1978 рік, виграючи його в 1972 і 1974 роках.
Хоча Йосіфідіс вирішив залишитися в ПАОК протягом своєї кар'єри, Гунаріс перейшов до найзапеклішого суперника ПАОК — «Олімпіакоса», за який виступав протягом 1982—1985 років. За цей час додав до переліку своїх трофеїв ще один титул чемпіона Греції в сезоні 1982/83.
Завершив ігрову кар'єру у команді «Македонікос», де грав у другому дивізіоні з 1985 по 1987 рік.

## Виступи за збірну
18 червня 1971 року дебютував в офіційних матчах у складі національної збірної Греції в грі відбору на Євро-1972 проти Мальти (2:0)
У складі збірної був учасником чемпіонату Європи 1980 року в Італії, де зіграв у третій і останній зустрічі Греції, в якій його команда здобуло нульоу нічию проти майбутніх переможців турніру Західної Німеччини, втім цього не вистачило для виходу з групи.
В останніх п'яти матчах збірної Гунаріс був її капітаном, причому передостанній раз — у знаковому матчі зі збірною Англії на стадіоні «Вемблі», де греки зуміли зіграти внічию 0:0. 
Останній матч за збірну провів 5 листопада 1983 року проти Італії (0:3). Загалом протягом кар'єри в національній команді, яка тривала 13 років, провів у її формі 27 матчів.

## Кар'єра тренера
Розпочав тренерську кар'єру невдовзі по завершенні кар'єри гравця, в лютому 1988 року, увійшовши до тренерського штабу Павлоса Грігоріадіса в «Олімпіакосі». Він залишився в команді влітку, ставши асистентом Яцека Гмоха, після відходу якого Гунаріс сам керував командою до кінця сезону. 
1989 року став головним тренером команди «Ксанті» і тренував клуб до 1994 року з перервами, в тому числі на нетривалу роботу з ПАОКом.
Надалі також очолював команди , «Наусса», «Докса Драма», «Касторія», «Пансерраїкос», «Нікі» (Волос), «ПАС Яніна», «Пантракікос», «Ламія» та «ПАС Превеза», а останнім місцем тренерської роботи був клуб «Анагеннісі», головним тренером команди якого Янніс Гунаріс був протягом 2009 року.

## Титули і досягнення
- Чемпіон Греції (2):

ПАОК: 1975/76
«Олімпіакос»: 1982/83
- Володар Кубка Греції (2):

ПАОК: 1971/72, 1973/74